# Pueblo Muñoz

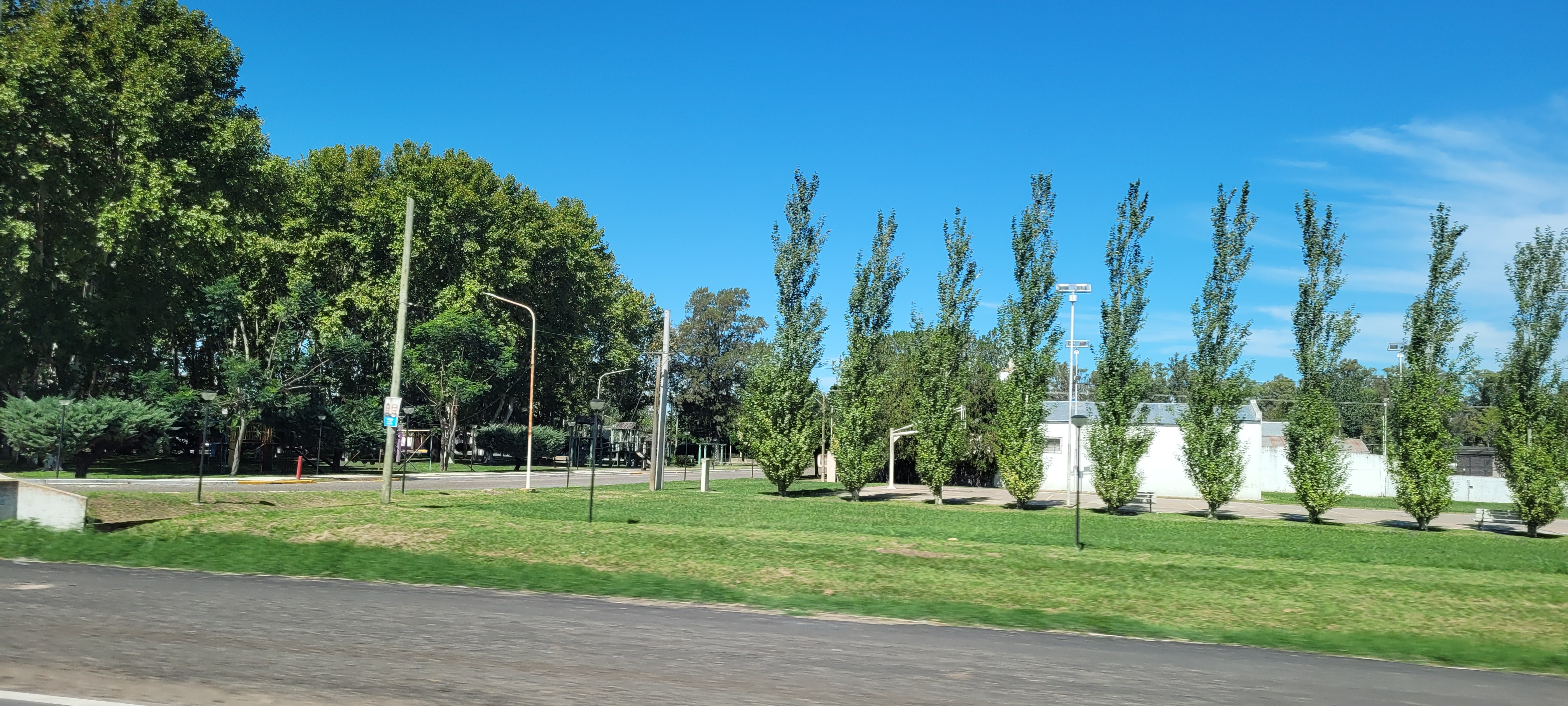
Pueblo Muñoz, Santa Fe, Argentina

Pueblo Muñoz -también conocida como Estación Benard por la estación de ferrocarril allí presente- es una localidad argentina ubicada en el Departamento Rosario de la provincia de Santa Fe. Se encuentra sobre la Ruta Provincial 14, 10 km al sudoeste de Álvarez y a 40 km al sudoeste de Rosario.
Su economía se basa en la agricultura, aunque también son importantes dos fábricas de muebles, comercios y el ferrocarril. A inicios del siglo XXI recuperó parte de la población perdida en la década anterior, atrayendo la inmigración de habitantes del Gran Rosario que erigen aquí sus casas de fin de semana o residencia permanente en la búsqueda de tranquilidad. En 2007 no había desocupación ni indigencia.

## Historia
La localidad surgió en 1910 cuando se habilitó la Estación Benard del ferrocarril de Rosario a Bahía Blanca, alrededor de la cual se desarrolló un pequeño caserío. En 1922 Camila Pedemonte de Muñoz fundó el poblado, cuyo trazado se aprobó al año siguiente. En 1925 se creó la comuna.

## Geografía

### Clima
Su clima es húmedo y templado en la mayor parte del año. Se lo clasifica como clima templado pampeano, es decir que las cuatro estaciones están medianamente definidas. Es propicio para las actividades agropecuarias; la temperatura es en general benigna, pues su media oscila los 15 °C. Las lluvias se dan a lo largo de todo el año, menos en la época invernal, con algunas heladas. También influencian en la zona los vientos Sudestada, húmedo; Norte, cálido; Pampero, frío y seco, propios de la pampa húmeda.
Hay una temporada calurosa desde octubre a abril (de 18 °C a 36 °C) y una fría entre principios de junio  y la primera mitad de agosto (con mínimas en promedio de 5 °C y máximas promedio de 16 °C), oscilando las temperaturas promedio anuales entre los 10 °C (mínima), y los 23 °C (máxima). Llueve más en verano que en invierno, con un volumen de precipitaciones total de entre 800 y 1300 mm al año (según el hemiciclo climático: húmedo "1870 a 1920" y "1973 a 2020"; seco "1920" a 1973").
Casi no existen (de baja frecuencia) fenómenos climáticos extremos en Muñoz: vientos extremos, nieve, hidrometeoros severos. La nieve es un fenómeno excepcional; la última nevada fue en 2007, la penúltima en 1973; y la antepenúltima en 1918. El 9 de julio de 2007, nevó en la localidad. 
Un riesgo factible son los tornados y tormentas severas, con un pico de frecuencia entre octubre y abril. Estos fenómenos se generan por los encuentros de una masa húmeda y cálida del norte del país y una fría y seca del sector sur argentino.
Humedad relativa promedio anual: 76 %

### Sismicidad
El último terremoto fue a las 3.20 UTC-3 del 5 de junio de 1888 (ver Terremoto del Río de la Plata en 1888). La región responde a las subfallas «del río Paraná», y «del río de la Plata», y a la falla de «Punta del Este», con sismicidad baja; y su última expresión se produjo hace 136 años, con una magnitud aproximadamente de 4,5 en la escala de Richter

## Servicios
Cuenta con un puesto de salud, escuela primaria

## Instituciones deportivas
1. Atlético Puerto Belgrano[1]
2. Atlético Muñoz[1]